# Amelie von Schwerin
Ulrika Sofia Amalia (Amelie) von Schwerin, född 2 april 1819 i Skåne, död 26 januari 1897 i Düsseldorf, var en svensk friherrinna och målare. 
Hon var dotter till kyrkoherden Johan Chrysander och Johanna Catharina von Essen af Zellie och från 1836 gift med godsägaren Adam Otto von Schwerin. Hon fick sin grundläggande utbildning vid olika konstskolor i Düsseldorf där hennes make ägde en egendom. Hon fortsatte därefter sina studier för Friedrich Voltz i München. Hon medverkade flitigt i samlingsutställningar i Sverige bland annat medverkade hon i Konstakademiens expositioner på 1860- och 1870-talet samt i samlingsutställningar arrangerade av Konstföreningen inom Östergötland och Konstföreningen för södra Sverige 1873–1876, Norrlands konstförening, Sveriges allmänna konstförenings ambulatoriska utställningar. Hon var representerad vid världsutställningen i Paris 1878. Hennes hem i Düsseldorf blev den naturliga samlingsplatsen för många av de yngre skandinaviska konstnärer som vistades i Düsseldorf och hennes jævne, elskværdige Væsen i Forbindelse med hendes Samfundsstilling gjorde Friherrinnan og hendes Gubbe til et godt Støttepunkte for de Hjemløse enligt Lorentz Dietrichson. Hennes konst består av uteslutande landskapsmålningar med djurstaffage där motiven hämtade från Tyskland eller Skåne.